# Sant Grau (Sant Gregori)
Sant Grau és una muntanya a ponent del terme municipal de Sant Gregori, al Gironès. Separa les valls del Ter i de la Riera de Llémena. Al capdamunt d'aquesta muntanya hi trobem les restes d'un castell, reconvertit en ermita i també hi ha un vèrtex geodèsic de l'Institut Geogràfic Nacional. En un dels vessants d'aquesta muntanya hi ha el santuari de Santa Afra.
Aquest cim està inclòs al llistat dels 100 cims de la FEEC